# الین اندرسون استاینبک
الین اندرسون استاینبک (انگلیسی: Elaine Anderson Steinbeck؛ ۱۴ اوت ۱۹۱۴ – ۲۷ آوریل ۲۰۰۳) یک هنرپیشه اهل ایالات متحده آمریکا بود.